# 콜라텍
콜라텍은 대한민국의 나이트클럽의 종류 중 하나다. 1990년대 대한민국에서 유행했던 무알코올 나이트클럽으로서 "콜라텍"이란 이름은 술 대신 콜라를 음료로 판매한다는 것에서 따온 이름이다. 성인들이 가는 나이트클럽 외에 청소년들이 건전하게 즐길 수 있도록 한다는 취지였으나 추후 부작용이 많아짐으로써 2000년대 들어 그 수가 점차 감소하였다.